# Conservateur des forêts
Le conservateur des forêts (en anglais Conservator of Forests) est un haut fonctionnaire de l'Indian Forest Service chargé d'administrer une ou des zones forestières de plusieurs districts pouvant représenter 8 000 km2. Sa tâche consiste en la protection de la forêt et de la vie sauvage de sa Forest cycle où il est le seul responsable. Il est sous les ordres d'un Chief Conservator of Forests. Le Principal Chief Conservator of Forests est le rang le plus élevé de cette administration.
Il dirige quatre ou cinq adjoints appelés Deputy Conservator of Forests qui ont en charge leur Forest Division.